# Des gens qui passent
Ne doit pas être confondu avec Des gens qui s'embrassent.
Des gens qui passent est un téléfilm français réalisé par Alain Nahum et diffusé en 2009.

## Fiche technique
Sauf indication contraire, les informations mentionnées dans cette section peuvent être confirmées par la base de données cinématographiques IMDb,  présente dans la section « Liens externes ».
- Réalisateur : Alain Nahum
- Scénariste : Patrick Modiano et Jacques Santamaria
- Producteur : Monique Trnka et Jacques Nahum
- Musique du film : Jean-Marie Sénia
- Directeur de la photographie : Yves Lafaye
- Montage : Nicole Berckmans
- Distribution des rôles : Richard Rousseau
- Création des décors : Denis Seiglan
- Création des costumes : Sophie Dussaud, Hélène Stavridis
- Société de production : JNP Films
- Société de distribution : France 2
- Format : Couleur
- Pays d'origine : France
- Genre : Film dramatique
- Durée : 90 minutes
- Date de diffusion : 20 novembre 2009 sur France 2

## Distribution
Sauf indication contraire, les informations mentionnées dans cette section peuvent être confirmées par la base de données cinématographiques IMDb,  présente dans la section « Liens externes ».
- Laura Smet : Marie
- Théo Frilet : Jean
- Hippolyte Girardot : Grabley
- Gilles Cohen : Ansart
- Thomas Jouannet : Jacques de Bavière
- Laurent Bateau : Guelin
- Charley Fouquet : Hélène de Blanchard
- Claire Pérot : Sylvitte
- Jean-Michel Dupuis : Inspecteur Q.O
- Nicolas Pignon
- Marc Raffray : Marc
- Franck Neckebrock : Franck
- Philippe Hérisson
- Djemel Barek
- Olivier Martinaud : Le garçon de café
- Laurent Le Doyen
- Christophe Favre
- Jacques Santamaria
- Gabrielle Forest

## Récompense
- Révélation masculine pour Théo Frilet au Festival de la fiction TV de La Rochelle 2009[1].